# Maria-Magdalena Rusu
Maria-Magdalena Rusu (n. 30 septembrie 1999, Fălticeni, Suceava, România) este o canotoare română, medaliată cu aur olimpic la Paris 2024.

## Carieră
Sportiva a reprezentat România la Jocurile Olimpice de vară din 2020 de la Tokio. A devenit campioană europeană cu echipajul de 8+1 în 2019, 2020, 2021, 2022, 2023 și 2024. În plus este vicecampioană mondială cu echipajul de 4 rame din 2023 și campioană europeană cu echipajul de 4 rame în 2023.
În anii 2022 și 2023 a devenit campioană mondială cu echipajul de 8+1.  La Jocurile Olimpice de la Paris din 2024 a cucerit medalia de aur în proba de 8+1.
În 2024 ea a primit Ordinul Meritul Sportiv clasa I.